# Německo na Zimních olympijských hrách 2014
Německo na ZOH 2014 v Soči reprezentuje 153 sportovců, kteří budou soutěžit ve všech 15 olympijských sportech. Konečná nominace byla oznámena 23. ledna 2014 ve Frankfurtu nad Mohanem.

## Medailisté
| Medaile | Jméno                                                                    | Sport              | Disciplína                   | Datum     |
| ------- | ------------------------------------------------------------------------ | ------------------ | ---------------------------- | --------- |
| Zlato   | Felix Loch                                                               | Saně               | Muži saně                    | 9. února  |
| Zlato   | Maria Höflová-Rieschová                                                  | Alpské lyžování    | Ženy kombinace               | 10. února |
| Zlato   | Natalie Geisenbergerová                                                  | Saně               | Ženy saně                    | 11. února |
| Zlato   | Carina Vogtová                                                           | Skoky na lyžích    | Ženy střední můstek          | 11. února |
| Zlato   | Eric Frenzel                                                             | Severská kombinace | Muži střední můstek + 10 km  | 12. února |
| Zlato   | Tobias Arlt Tobias Wendl                                                 | Saně               | Muži - dvojice               | 12. února |
| Zlato   | Natalie Geisenbergerová Felix Loch Tobias Arlt Tobias Wendl              | Saně               | Týmová štafeta               | 13. února |
| Zlato   | Andreas Wank Marinus Kraus Andreas Wellinger Severin Freund              | Skoky na lyžích    | Družstvo mužú (velký můstek) | 17. února |
| Stříbro | Tatjana Hüfnerová                                                        | Saně               | Ženy saně                    | 11. února |
| Stříbro | Erik Lesser                                                              | Biatlon            | Muži vytrvalostní závod      | 13. února |
| Stříbro | Maria Höflová-Rieschová                                                  | Alpské lyžování    | Ženy Super G                 | 15. února |
| Stříbro | Eric Frenzel Björn Kircheisen Fabian Rießle Johannes Rydzek              | Severská kombinace | Muži (družstvo)              | 20. února |
| Stříbro | Anke Karstensová                                                         | Snowboarding       | Ženy paralelní slalom        | 22. února |
| Stříbro | Erik Lesser Daniel Böhm Arnd Peiffer Simon Schempp                       | Biatlon            | Muži štafeta                 | 22. února |
| Bronz   | Aljona Savčenková Robin Szolkowy                                         | Krasobruslení      | Sportovní dvojice            | 12. února |
| Bronz   | Nicole Fesselová Stefanie Böhlerová Claudia Nystadová Denise Herrmannová | Běh na lyžích      | Ženy štafeta 4x5 km          | 15. února |
| Bronz   | Viktoria Rebensburgová                                                   | Alpské lyžování    | Ženy obří slalom             | 18. února |
| Bronz   | Fabian Rießle                                                            | Severská kombinace | Muži (velký můstek + 10 km)  | 18. února |
| Bronz   | Amelie Koberová                                                          | Snowboarding       | Ženy paralelní slalom        | 22. února |

## Curling
- Muži: Christopher Bartsch, Sven Goldemann, John Jahr, Peter Rickmers, Felix Schulze

### Tabulka po základní skupině
| Pořadí | Tým                    | Zápasů | Vítězství | Porážek | Skóre | Bodů |
| ------ | ---------------------- | ------ | --------- | ------- | ----- | ---- |
| 1.     | Čína                   |        |           |         |       |      |
| 2.     | Dánsko                 |        |           |         |       |      |
| 3.     | Kanada                 |        |           |         |       |      |
| 4.     | Německo                |        |           |         |       |      |
| 5.     | Norsko                 |        |           |         |       |      |
| 6.     | Rusko                  |        |           |         |       |      |
| 7.     | Švédsko                |        |           |         |       |      |
| 8.     | Švýcarsko              |        |           |         |       |      |
| 9.     | Spojené království     |        |           |         |       |      |
| 10.    | Spojené státy americké |        |           |         |       |      |

## Krasobruslení
| Závod         | Sportovci                             | Krátký program/ Originální tanec | Krátký program/ Originální tanec | Volný program/ Volný tanec | Volný program/ Volný tanec | Celkem   | Celkem |
| Závod         | Sportovci                             | Výsledek                         | Pořadí                           | Výsledek                   | Pořadí                     | Výsledek | Pořadí |
| ------------- | ------------------------------------- | -------------------------------- | -------------------------------- | -------------------------- | -------------------------- | -------- | ------ |
| Muži          | Peter Liebers                         |                                  |                                  |                            |                            |          |        |
| Ženy          | Nathalie Weinzierlová                 |                                  |                                  |                            |                            |          |        |
| Páry          | Aliona Savchenková / Robin Szolkowy   |                                  |                                  |                            |                            |          |        |
| Páry          | Maylin Wendeová / Daniel Wende        |                                  |                                  |                            |                            |          |        |
| Tance na ledě | Tanja Kolbeová / Stefano Caruso       |                                  |                                  |                            |                            |          |        |
| Tance na ledě | Nelli Zhiganshinová / Alexander Gazsi |                                  |                                  |                            |                            |          |        |

## Saně
Muži
| Závod       | Sportovci                    | 1. jízda | 1. jízda | 2. jízda | 2. jízda | 3. jízda | 3. jízda | 4. jízda | 4. jízda | Celkem čas | Celkem pořadí |
| Závod       | Sportovci                    | Čas      | Pořadí   | Čas      | Pořadí   | Čas      | Pořadí   | Čas      | Pořadí   | Celkem čas | Celkem pořadí |
| ----------- | ---------------------------- | -------- | -------- | -------- | -------- | -------- | -------- | -------- | -------- | ---------- | ------------- |
| Jednotlivci | Felix Loch                   |          |          |          |          |          |          |          |          |            |               |
| Jednotlivci | David Möller                 |          |          |          |          |          |          |          |          |            |               |
| Dvojice     | Tobias Wendl, Tobias Arlt    |          |          |          |          |          |          |          |          |            |               |
| Dvojice     | Toni Eggert, Sascha Benecken |          |          |          |          |          |          |          |          |            |               |

Ženy
| Závod         | Sportovci               | 1. jízda | 1. jízda | 2. jízda | 2. jízda | 3. jízda | 3. jízda | 4. jízda | 4. jízda | Celkem čas | Celkem pořadí |
| Závod         | Sportovci               | Čas      | Pořadí   | Čas      | Pořadí   | Čas      | Pořadí   | Čas      | Pořadí   | Celkem čas | Celkem pořadí |
| ------------- | ----------------------- | -------- | -------- | -------- | -------- | -------- | -------- | -------- | -------- | ---------- | ------------- |
| Jednotlivkyně | Natalie Geisenbergerová |          |          |          |          |          |          |          |          |            |               |
| Jednotlivkyně | Tatjana Hüfnerová       |          |          |          |          |          |          |          |          |            |               |
| Jednotlivkyně | Anke Wischnewskiová     |          |          |          |          |          |          |          |          |            |               |

Mix
| Závod          | Sportovci | 1. jízda | 1. jízda | 2. jízda | 2. jízda | 3. jízda | 3. jízda | Celkem čas | Celkem pořadí |
| Závod          | Sportovci | Čas      | Pořadí   | Čas      | Pořadí   | Čas      | Pořadí   | Celkem čas | Celkem pořadí |
| -------------- | --------- | -------- | -------- | -------- | -------- | -------- | -------- | ---------- | ------------- |
| Týmová štafeta |           |          |          |          |          |          |          |            |               |

## Short track
Muži
| Závod      | Sportovci      | Kvalifikační rozjížďka | Kvalifikační rozjížďka | Čtvrtfinále | Čtvrtfinále | Semifinále | Semifinále | Finále | Finále | Finále | Celkové umístění |
| Závod      | Sportovci      | Čas                    | Pořadí                 | Čas         | Pořadí      | Čas        | Pořadí     | Titul  | Čas    | Pořadí | Celkové umístění |
| ---------- | -------------- | ---------------------- | ---------------------- | ----------- | ----------- | ---------- | ---------- | ------ | ------ | ------ | ---------------- |
| 500 metrů  | Robert Seifert |                        |                        |             |             |            |            |        |        |        |                  |
| 1000 metrů | Robert Seifert |                        |                        |             |             |            |            |        |        |        |                  |
| 1500 metrů | Robert Seifert |                        |                        |             |             |            |            |        |        |        |                  |

Ženy
| Závod      | Sportovci      | Kvalifikační rozjížďka | Kvalifikační rozjížďka | Čtvrtfinále | Čtvrtfinále | Semifinále | Semifinále | Finále | Finále | Finále | Celkové umístění |
| Závod      | Sportovci      | Čas                    | Pořadí                 | Čas         | Pořadí      | Čas        | Pořadí     | Titul  | Čas    | Pořadí | Celkové umístění |
| ---------- | -------------- | ---------------------- | ---------------------- | ----------- | ----------- | ---------- | ---------- | ------ | ------ | ------ | ---------------- |
| 1500 metrů | Anna Seidelová |                        |                        |             |             |            |            |        |        |        |                  |